# Ichkeria
 Der er for få eller ingen kildehenvisninger i denne artikel, hvilket er et problem. Du kan hjælpe ved at angive troværdige kilder til de påstande, som fremføres i artiklen.

Ichkeria er det navn for den bjergrige del af det centrale Tjetjenien i Rusland. Ifølge overleveringen er Ichkeria hjemsted for alle "rene" tjetjenske klaner. Da de tjetjenske separatister i begyndelsen af 1990'erne udråbte en selvstændig tjetjensk republik, var det Ichkeria-navnet man anvendte, nemlig Den Tjetjenske republik Itjkeri (tjetjensk: Нохчийн Республика Ичкери tr. Nokhtjin Respublika Itjkeri )
43°24′00″N 45°43′00″Ø / 43.4°N 45.71667°Ø